# بيل سويني (لاعب كرة قدم أسترالية)
بيل سويني (بالإنجليزية: Bill Sweeney)‏ هو لاعب كرة قدم أسترالية أسترالي، ولد في 2 يونيو 1914، وتوفي في 13 يوليو 1973.

## وصلات خارجية
- بيل سويني على موقع AustralianFootball.com (الإنجليزية)
- بيل سويني على موقع AFLtables.com (الإنجليزية)